# Hiporeas
Hiporeas (en griego, Ὑπώρειαι) fue una antigua ciudad griega de la región de Acarnania.
Se conoce a través de dos únicos testimonios. Por un lado, se menciona el nombramiento de un teorodoco de la ciudad, hacia el año 356/5 a. C., para acoger al teoro de Epidauro. Por otra parte, aparece en una inscripción funeraria de Atenas del siglo IV a. C.
Se desconoce su localización exacta, aunque se ha sugerido que debería localizarse al este Acarnania, en la zona fronteriza con Etolia.